# マイク・マロット
マイク・マロット（Mike Malott、1991年11月7日 - ）は、カナダの男性総合格闘家。オンタリオ州バーリントン出身。ハウス・オブ・チャンピオンズ/ナイアガラ・トップチーム/ウロボロスBJJ所属。

## 来歴
テレビでUFCを観て総合格闘技に興味を持ち、17歳からハウス・オブ・チャンピオンズでトレーニングを始めた。2011年、大学在学中にプロ総合格闘技デビュー。WSOF、Bellator等の団体に参戦し、5勝1敗1分の戦績を残した。その後、2017年に総合格闘技のキャリアを一時休養し、その間に多くのブラジリアン柔術の大会に出場し黒帯を取得した。また、同時期にチーム・アルファメールの打撃コーチを務め、ユライア・フェイバーやコーディ・ガーブラント等のUFCファイターを指導した。
2021年10月5日、Dana White's Contender Series 42でシモン・スモトリツキーと対戦し、ギロチンチョークで開始39秒の一本勝ちを収め、UFCとの契約権を獲得した。

### UFC
2022年4月9日、UFC初参戦となったUFC 273でミッキー・ガルと対戦し、カウンターの左フックでダウンを奪いパウンドで1RTKO勝ち。
2023年2月25日、UFC Fight Night: Muniz vs. Allenでヨアン・レイネスと対戦し、肩固めで1R一本勝ち。パフォーマンス・オブ・ザ・ナイトを受賞した。
2023年6月10日、UFC 289でアダム・フューギットと対戦し、ギロチンチョークで2R一本勝ち。2試合連続のパフォーマンス・オブ・ザ・ナイトを受賞した。
2024年1月20日、UFC 297でウェルター級ランキング13位のニール・マグニーと対戦し、優勢に試合を進めたものの、3R終盤にパウンドで逆転のTKO負け。

## 人物・エピソード
- 実弟のジェフ・マロット（英語版）はプロのアイスホッケー選手であり、ナショナルホッケーリーグ（NHL）のウィニペグ・ジェッツの有望選手として、現在はアメリカン・ホッケー・リーグ（AHL）のマニトバ・ムース（英語版）でプレーしている。

## 戦績
| 総合格闘技 戦績 | 総合格闘技 戦績 | 総合格闘技 戦績 | 総合格闘技 戦績 | 総合格闘技 戦績 | 総合格闘技 戦績 | 総合格闘技 戦績 |
| --------------- | --------------- | --------------- | --------------- | --------------- | --------------- | --------------- |
| 15 試合         | (T)KO           | 一本            | 判定            | その他          | 引き分け        | 無効試合        |
| 12 勝           | 5               | 6               | 1               | 0               | 1               | 0               |
| 2 敗            | 2               | 0               | 0               | 0               | 1               | 0               |

| 勝敗 | 対戦相手                       | 試合結果                             | 大会名                                     | 開催年月日     |
|      | ケビン・ホランド               | 試合前                               | UFC Fight Night                            | 2025年10月18日 |
| ○    | チャールズ・ラドキ             | 2R 0:26 KO（左フック→パウンド）      | UFC 315: Muhammad vs. Della Maddalena      | 2025年5月10日  |
| ○    | トレヴィン・ジャイルズ         | 5分3R終了 判定3-0                    | UFC Fight Night: Moreno vs. Albazi         | 2024年11月2日  |
| ×    | ニール・マグニー               | 3R 4:45 TKO（パウンド）              | UFC 297: Strickland vs. du Plessis         | 2024年1月20日  |
| ○    | アダム・フューギット           | 2R 1:06 ギロチンチョーク             | UFC 289: Nunes vs. Aldana                  | 2023年6月10日  |
| ○    | ヨアン・レイネス               | 1R 4:15 肩固め                       | UFC Fight Night: Muniz vs. Allen           | 2023年2月25日  |
| ○    | ミッキー・ガル                 | 1R 3:41 TKO（左フック→パウンド）     | UFC 273: Volkanovski vs. The Korean Zombie | 2022年4月9日   |
| ○    | シモン・スモトリツキー         | 1R 0:39 ギロチンチョーク             | Dana White's Contender Series 42           | 2021年10月5日  |
| ○    | ソロモン・レンフロ             | 1R 1:42 リアネイキドチョーク         | CFFC 91                                    | 2020年12月18日 |
| ○    | クレイグ・シンターニ           | 1R 0:36 KO（パンチ連打）             | XFFC 13 【XFFCライト級王座決定戦】         | 2017年2月3日   |
| △    | ウスマン・トーマス・ディアニュ | 5分3R終了 判定0-1                    | Bellator 142: Dynamite 1                   | 2015年9月15日  |
| ×    | ハキーム・ダオドゥ             | 1R 4:13 TKO（スタンドパンチ連打）    | WSOF 14: Ford vs. Shields                  | 2014年10月11日 |
| ○    | アラン・ウィルソン             | 1R 1:29 KO（左膝蹴り→パウンド）      | Substance Cage Combat 2.0                  | 2014年5月30日  |
| ○    | ジョン・ウィリアムズ           | 1R 0:15 TKO（左飛び膝蹴り→パウンド） | ECC 16: Proving Grounds                    | 2013年3月9日   |
| ○    | マイケル・インペラート         | 1R 2:00 腕ひしぎ十字固め             | East Coast FP: Resurgence                  | 2011年5月27日  |
| ○    | ジェームズ・ソーンダース       | 1R 0:32 腕ひしぎ十字固め             | ECC 12: Rage                               | 2011年4月16日  |

## 獲得タイトル
- XFFCライト級王座（2017年）

## 表彰
- UFC パフォーマンス・オブ・ザ・ナイト（2回）